# XEL-AM
La Comadre o La Comadre 1260, cuyo indicativo es XEL-AM, es una emisora de radio mexicana perteneciente a Grupo ACIR que transmite música regional mexicana, tropical, cumbia y salsa. Transmite desde Los Reyes Acaquilpan, Estado de México a través de la frecuencia de 1260 kHz de AM con 35 kW de potencia diurna y 5 kW de potencia nocturna.

## Historia
XEL-AM inicia transmisiones de manera oficial el 1 de enero de 1930 a través de la adquisición de derechos del empresario Manuel Espinosa Tagle, quien en un principio tenía la frecuencia XETA-AM. El nombre comercial de la estación era Radio Capital y transmitía todo lo relacionado con la actividad y vida cotidiana del Distrito Federal, desde noticias, lugares de interés e información de suma relevancia para los habitantes de dicha ciudad.
En 1964 fue adquirida por el contador Francisco Ibarra López, convirtiéndose así en la primera emisora de Grupo ACIR en Ciudad de México. Radio Capital adoptó entonces el lema «Una buena costumbre de la gente joven», y se especializó en el rock en inglés; sus emisiones más representativas fueron Cara a cara, El club de Creedence, Rock a la Rolling —dedicado a The Rolling Stones—, Estudiantes 12 60 y Vibraciones. Entre sus conductores se encuentran César Alejandre. y Luis Cabero, cuyo desempeño, al igual que el de presentadores de otras emisoras, marcó la pauta para el posterior desarrollo de la estación ROCK 101. Los estudios se ubicaban en la Avenida de los Insurgentes Norte N° 70.
En 1989, como parte de un intercambio de formatos, Radio Capital se trasladó a XEVOZ-AM (1590 kHz) y XEL-AM se convirtió en Radio ACIR, una emisora de corte generalista de conversación cuyos conductores fueron diversos personajes de la televisión mexicana[cita requerida].
Posteriormente, el 3 de noviembre de 2003, la estación se transformó en La 12 60, orientada a la resolución de los problemas cotidianos que enfrenta la mujer contemporánea, particularmente en lo concerniente a la psicología, la medicina, la sexualidad y el entorno familiar. Algunas de las presentadoras de su predecesora Radio ACIR, Anabel Ochoa y Tere Bermea, se mantuvieron dentro de la emisora, asimismo, se integró la comunicadora Patricia Kelly, quien permaneció en La 12 60 hasta 2012.
Con base en su temática, la estación organizó conferencias transmitidas en directo desde diversos municipios y delegaciones de la Zona Metropolitana del Valle de México.
En 2013 el cuerpo de conducción de la emisora estuvo conformado por la conferencista Guítele Chernitzky, la sexóloga Fortuna Dichi y el médico José Obeid.

### La Comadre
El 12 de junio de 2015, luego de casi 12 años, La 12 60 sale del aire, y al día siguiente la estación cambia su formato a música grupera durante cerca de un mes, hasta el lanzamiento oficial cómo La Comadre el 1 de julio. Dicho formato previamente se transmitió en las frecuencias XHSH-FM 95.3 y XEFR-AM 1180.

### Radio La Guadalupana
Finalmente, desde el 1 de julio de 2015 hasta el último minuto del 30 de julio de 2021, La Comadre fue la estación principal de música regional mexicana de Grupo ACIR hasta el 31 de julio del mismo año que dio paso a una estación de corte religioso donde Grupo ESNE, organización religiosa con sede en Los Ángeles, California, adquirió los derechos de transmisión, abandonando así el formato de música popular que mantuvo por un poco más de seis años. Tal decisión causó controversia ya que no hubo algún comunicado por parte de la emisora o la empresa radiofónica que explicara el fin de transmisiones. 
Desde su salida del aire en la radio, se instauró una transmisión digital correspondiente donde es posible sintonizar la estación a través de Internet.

### Cancelación del formato religioso y regreso de La Comadre
Tras seis meses de operación y problemas de licencia, ESNE Radio finalmente optó por dejar de transmitir su programación el 31 de diciembre de 2021 y ACIR regresó al formato de La Comadre el 1 de enero de 2022, debido principalmente a la negativa del Instituto Federal de Telecomunicaciones de la adquisición de la emisora a Grupo ESNE; siendo el otro factor de su cese de transmisiones el poco éxito que tuvo en el tiempo que estuvo al aire, donde alcanzó pocos radioescuchas.